# Christian Johansson
Pehr Christian Johansson (Estocolmo, 20 de mayo de 1817 - San Petersburgo, Imperio ruso, 25 de diciembre de 1903) fue un bailarín, maestro sueco, representante de la escuela francesa, la llamada "belle danse".

## Biografía
Se graduó en la Royal Theatre School (Suecia) y, ya la edad de 19 años, fue aceptado en la compañía de ballet de  la Ópera Real de Estocolmo, donde casi de inmediato se convirtió en un destacado intérprete. Al poco tiempo fue invitado a Copenhague, donde estudió durante dos años con el destacado maestro y coreógrafo Auguste Bournonville, quien le inculcó el noble estilo francés de la interpretación masculina. La educación en Dinamarca fue pagada en parte por el príncipe sueco Oscar (futuro rey Oscar I). Dotado por naturaleza, bailarín guapo, flexible y grácil, formado en las mejores tradiciones de la escuela francesa, Johansson ganó rápidamente el éxito entre el público.

... Marius Petipa cayó en el culto exaltado de la mujer del último rococó francés, envenenando durante mucho tiempo la más rica presencia artística de nuestras escenas con un dulce veneno. Al mismo tiempo, se descuidó la danza masculina, y solo Johansson, grande en su género, sostuvo la vida de esta danza y la preservó para nosotros por un segundo maravilloso en toda su belleza valiente y heroica.
A. L. Volynsky. Ballet en el Teatro Bolshoi.

Johansson poseía un salto volador, dominaba la técnica de piruetas y giros. Cuando Marius Petipa apareció por primera vez en San Petersburgo , los críticos compararon sus cualidades como bailarín con las de Johansson:

Petipa, como coreógrafo, es una buena adquisición para nuestro teatro, como bailarín tiene un igual rival en Johansson.
Tang [I. I. Grigoriev]. Satanilla, o Amor e Infierno.

Uno de los aspectos más destacados de la carrera de Johansson fue cuando bailó con la gran Marie Taglioni durante su breve aparición como invitada en Estocolmo en 1841. De hecho, cuando Taglioni fue invitada a presentarse en Estocolmo, ella accedió solo con la condición de que Johansson fuera su pareja. En 1842, Taglioni viajó a San Petersburgo y Johansson la siguió con la esperanza de conseguir un trabajo en los Teatros Imperiales. En 1848, participó en el estreno en San Petersburgo del ballet La fille mal gardée, interpretando el papel de Colin (el rol de Lisa fue interpretado por Fanny Elssler). En 1859, Saint-Leon le dio el papel principal de Don Altamirano en su ballet Jovita, o los ladrones mexicanos.
En 1860 comenzó a dar clases en la Escuela Imperial de Teatro. En 1863, el director de teatro, el conde M. A. Borkh, a pedido de Petipa, le transfirió la responsabilidad de dirigir la clase superior de alumnos. Habiendo sido un gran intérprete de la danza masculina, es conocido principalmente como maestro. En la escuela, era responsable de la clase de alumnos graduados de último año (la clase de jóvenes estaba dirigida por Lev Ivanov, la clase media estaba dirigida por Marius Petipa (a partir de 1886 por Ekaterina Vazem). Habiendo llegado a cierta edad, se pasó a los roles de mímica y pantomima. En 1877, interpretó el papel del Zar Dugmanta en el estreno de La bayadera.
Johansson estableció en el ballet de Petersburgo el marco académico que cultivó Petipa. Fue llamado "el genio de la sala de ejercicios". Muchas bailarinas y bailarines destacados de finales del siglo XIX y principios del XX fueron sus alumnos en la escuela o en la práctica privada.

Lo que fue Johansson como profesor, lo fue Marius Petipa como coreógrafo y director. Se dividieron el liderazgo del ballet ruso entre ellos a lo largo de la segunda mitad del siglo XIX y formaron la escuela rusa que conocemos hasta la Primera Guerra Mundial. Uno era el dios de la clase de baile, el otro era el escenario, y su palabra en cada una de estas áreas era indiscutible.
N. G. Legado

Apoyó a Vladimir Stepanov en sus intentos de registrar los bailes de acuerdo con su propio sistema: en 1893, el ballet El sueño del artista se mostró en el examen escolar, que Stepanov grabó completamente de acuerdo con las instrucciones de Johansson.
En 1902 se retiró del teatro, recomendando a Yevgeny Sokolov como maestro y tutor. En la escuela, Johansson enseñó hasta el último día de su vida: se enfermó justo en la lección, se cayó y murió al día siguiente en su casa. Fue enterrado en San Petersburgo en el cementerio luterano de Smolensk.
Contó entre sus alumnos Mathilde Kschessinska , Olga Preobrajenska y Pavel Gerdt en particular.
Su hija, Anna Johansson (1860-1917), también fue solista en el ballet del Teatro Mariinsky y profesora.